# Stachys cretica
Espèce
Stachys cretica, qui a pour nom commun Épiaire de Crète, est une espèce de plante de la famille des Lamiaceae et du genre Stachys. C'est une plante herbacée originaire du sud de l'Europe et de l'ouest de l'Asie.

## Description
Stachys cretica est une plante herbacée vivace de 30 à 60 cm de haut. Les tiges sont droites, peu ramifiées, pressées et densément pubescentes, avec de longs poils courbés. Les feuilles inférieures sont oblongues-linéaires, rétrécies à la base, de 5 à 7 cm de long et 1 à 1,6 cm de large, sur de larges pétioles, finement striées, les bractées inférieures sont oblongues-lancéolées, sessiles, plus longues, l'apex est triangulaire-lancéolé, égal à ou plus courts, les bords sont entiers, vert olive dessus, légèrement pubescents.
Les fleurs sont rassemblées en verticilles à plusieurs fleurs, écartées à la base, convergentes au sommet, les bractées sont linéaires, pointues, couvertes de poils longs, le calice est feutré, duveteux, tubulaire en forme de cloche, non biseauté dans la gorge, à dents triangulaires-lancéolées, 2,5 fois plus courtes que le tube, la corolle est violette, la lèvre supérieure a deux dents, poilue, la  lèvre inférieure est trilobée, le tube de la corolle glabre. Les nucules sont largement ovales, tubéreuses cellulaires.

## Répartition et habitat
L'espèce est répandue dans le sud de l'Europe et en Asie occidentale.
Elle pousse sur les pentes sèches et parmi les arbustes.

## Écologie
Sa fleur est butinée par les abeilles Amegilla albigena, Andrena pilipes (sv), Anthidiellum strigatum, Anthidium cingulatum (sv), Anthidium florentinum, Anthidium manicatum, Anthophora agama (sv), Apis mellifera, Bombus terrestris, Ceratina dallatorreana (sv), Coelioxys aurolimbata (sv), Eucera clypeata (nl), Eucera dalmatica (nl), Habropoda tarsata (nl), Icteranthidium grohmanni (nl), Megachile parietina, Osmia aurulenta (en), Rhodanthidium septemdentatum (nl), Rophites algirus (pl), Rophites quinquespinosus (sv), Xylocopa iris.

## Parasitologie
La feuille a pour parasite Aciura coryli (en). La feuille a pour parasites Puccinia betonicae (sv), Carcharodus orientalis, Muschampia proteides, Dibolia depressiuscula (nl), Neoërysiphe galeopsidis, Aphis stachydis (sv). La racine a pour parasite Longitarsus allotrophus (nl).